# Marco Lólio
Marco Lólio (em latim: Marcus Lollius; c. 55 a.C.–2 (56 anos)), de cognome possivelmente Paulino (em latim: Paulinus), foi um político e oficial militar dos primeiros anos do Império Romano e a aliado do imperador Augusto. Lólio foi governador de diversas províncias romanas e cônsul em 21 a.C. com Quinto Emílio Lépido. Ele se matou em 2 d.C. depois de um conflito com o herdeiro aparente de Augusto na época, Caio César.

## Contexto familiar
Lólio era membro da gente plebeia Lólia. Seu pai também se chamava Marco Lólio e sua mão possivelmente era chamada Paulina, mas pouco se sabe sobre sua família ou seus primeiros anos. É provável que Lólio tenha sido um homem novo, ou seja, o primeiro de sua família a chegar ao senado.

## Início da carreira política
Geralmente se assume que Lólio seja o "Marcos" citado em "Guerras Civis" de Apiano. Apiano reconta que Lólio era um legado de Marco Júnio Bruto que foi proscrito depois da Batalha de Filipos em 42 a.C.. O próprio Lólio se disfarçou de escravo, foi comprado por um "Bárbula" (que se assume ser Quinto Emílio Lépido) e só foi descoberto em Roma por um amigo de Lépido. Lépido então foi até Marco Vipsânio Agripa, que, por sua vez, intercedeu em nome de Lépido junto a Otaviano e conseguiu que o nome de Lólio fosse removido da lista de proscritos.
Lólio lutou na Batalha de Ácio, em 31 a.C., e pode retribuir o favor intercedendo em nome de Lépido, que havia sido capturado depois de lutar por Marco Antônio, junto a Otaviano.

## Governador romano da Galácia
O primeiro cargo conhecido de Lólio foi o de governador da Galácia, na Anatólia, em 25 a.C.. Para Augusto tê-lo nomeado para uma posição tão importante, Lólio certamente teve que se mostrar um político competente antes disto. Ele foi o primeiro governador da província e teve a missão de incorporar a nova província ao governo imperial. 
Apesar da dificuldade da tarefa e da resistência da população local, Lólio se provou um bom governador. Ele conseguiu treinar o exército de Amintas e incorporou-o ao exército romano como parte da Legio XXII Deiotariana. Ele também fundou a colônia de Ancara como um exemplo da civilização romana para a população local e o fez sem provocar revoltas entre os gálatas.

## Consulado
Quando o mandato de Lólio como governador terminou, ele retornou a Roma. Em 21 a.C., uma segunda posição consular ficou disponível depois que Augusto decidiu não se auto-nomear para o cargo. Depois de uma amarga e rancorosa eleição e de longas discussões — o povo de Roma chegou a pedir que Augusto acabasse com a eleição — entre os dois únicos candidatos para a posição de Augusto, Lúcio Júnio Silano e Quinto Emílio Lépido, Lépido foi eleito cônsul e serviu juntamente com seu amigo Marco Lólio, eleito sem sobressaltos. Seu consulado é mencionado numa inscrição que ele próprio dedicou a si e ao companheiro em 21 a.C. no arco oriental da face sul da Ponte Fabrício, em Roma por conta de uma reforma na ponte patrocinada por eles. 
Seu consulado só é conhecido por causa desta inscrição e nada mais se sabe sobre seu mandato.

## Comandante militar
No biênio 19-18 a.C., Augusto nomeou Lólio governador novamente, desta vez da província da Macedônia. Neste período, Lólio derrotou a tribo trácia dos bessos segundo uma inscrição encontrada em Filipos, na Grécia.
Entre 17 e 16 a.C., Lólio governou a Gália e comandou as legiões do Reno. Ali, Lólio foi derrotado pelas tribos germânicas dos sicambros, tencteros e usípetes, que conseguiram atravessar o rio. Esta derrota, conhecida como Desastre Loliano (em latim: Clades Lolliana), foi equiparada por Suetônio ao desastre de Públio Quintílio Varo na Batalha da Floresta de Teutoburgo (em 9 d.C.). Augusto enviou seu enteado Tibério para acertar a situação e reconquistar os estandartes da Legio V Macedonica. Assim que Tibério chegou os germânicos recuaram para além do Reno novamente. Apesar do desgaste político e militar — Lólio jamais comandaria um exército novamente — ele e Augusto permaneceram amigos.

## Tutor de Caio César
Os Hórreos Lolianos (hórreo é uma espécie de armazém romano) foram construídos por Lólio ou por seu filho, Marco Lólio e são conhecidos através de inscrições e também pela planta presente no Plano de Mármore de Roma. Aparentemente a família de Lólio tinha relações comercias com lugares distantes e seu nome foi encontrado entre os comerciantes romanos na ilha grega de Delos durante o período helenístico.
Entre 2 e 1 a.C., Lólio foi nomeado por Augusto como tutor de seu neto e filho adotivo Caio César em sua missão no oriente para aprender mais sobre o governo imperial. Entre os oficiais que escoltaram os dois estavam Marco Veleio Patérculo, o senador romano Públio Sulpício Quirino e o futuro prefeito pretoriano Lúcio Élio Sejano. Quando a comitiva chegou ao oriente, várias embaixadas foram enviadas para encontrar Lólio e nenhuma para Caio César, que foi ignorado. A relação entre os dois começou a se deteriorar durante uma visita a Tibério, que estava vivendo em um auto-exílio voluntário na ilha grega de Rodes. Lólio havia envenenado a opinião de Caio César contra Tibério, que ele detestava desde o desastre no Reno em 16 a.C.. Aparentemente Caio César ofendeu Tibério, que era seu tio, e Lólio foi considerado responsável pelo incidente.
A partir daí, no decorrer da viagem pelo oriente, Lólio e Caio César passaram a discutir com frequência. Lólio finalmente caiu em desgraça com o companheiro quando foi acusado de receber suborno do xá Fraates V. César denunciou Lólio ao imperador Augusto e ele, para evitar uma punição certa, preferiu se matar tomando veneno. Outras fontes indicam que ele teria morrido de causas naturais.

## Reputação
Lólio amealhou uma imensa fortuna durante seus mandatos como governador das diversas províncias romanas pelas quais passou. O historiador Plínio, o Velho, descreveu-o desfavoravelemnte, chamando-o de um hipócrita que não pensava em nada além de enriquecer. Marco Veleio Patérculo o descreve como ganancioso e corrupto, mas é preciso ter em mente que Patérculo era partidário de Tibério. Já Horácio, que era amigo pessoal de Lólio, o descreveu como um homem confiável e elogiou o fato de ele estar acima da avareza, o pecado mais usual dos governadores romanos. Horácio dedicou algumas de suas Odes a ele (4.9, 34-44) a Lólio, endereçando-o com um elogio ambíguo. Alguns anos depois da morte de Lólio, Tibério o criticou no Senado Romano.
A fortuna de Lólio foi herdada por sua neta Lólia Paulina, que foi a terceira esposa do imperador Calígula.

## Família e filhos
Lólio se casou com uma nobre romana chamada Valéria, uma irmã do senador Marco Aurélio Cota Máximo Messalino. Os dois tiveram os seguintes filhos:
- Marco Lólio[13][11];
- Possivelmente Públio Lólio Máximo[15], que era conhecido como Lólio Máximo[16].

## Evidências arqueológicas
Entre 2005 e 2006, professores e arqueólogos da Universidade de Colônia, na Alemanha, e da Katholieke Universiteit Leuven, Bélgica, participaram de estudos arqueológicos e restaurações de antiguidades romanas em Sagalassos, na Turquia. Entre os vários achados está uma base cilíndrica para uma estátua colossal de Lólio. Na base está uma inscrição honorífica em grego: "Marco Lólio é homenageado pela demos [o povo] como seu patrono". Isto significa que a Lólio certamente conseguiu privilégios para a cidade, como uma intervenção para aumentar seu território, a resolução favorável de uma disputa com cidades vizinhas ou contatos especiais com o imperador.
Outro achado ligado com esta base encontrada em Sagalassos são dois fragmentos de pés da época de Augusto e que podem ter pertencido à esta estátua colossal. As antigas botas, identificadas como mulleus, são bordadas, afiveladas pelo lado de fora e amarradas por dentro. Elas são feitas de couro, provavelmente pele de algum felino, e são consideradas uma luxuosa vestimenta real. Os fragmentos foram datados em cerca de 1 a.C., a época que Lólio viajou pela região com Caio César. A estátua tinha provavelmente cinco metros de altura e estava localizada no lugar mais importante da cidade. Estes fragmentos estão atualmente no museu de Burdur, na Turquia.